# Valdus Bengtson
Håkan Gustaf Valdus Bengtson, född 8 september 1873, död 7 juni 1947 i Oscars församling i Stockholm, var en svensk präst.
Bengtsson blev teologie licentiat vid Uppsala universitet 1908, kyrkoherde i Masthuggs församling i Göteborg samma år, i Oscars församling i Stockholm 1916 och teologie hedersdoktor vid universitetet i Breslau 1922. Bengtsson företog 1915 en resa till Tyskland för att studera själavården i fält och över huvud taget de religiösa och moraliska förhållandena under krigsåren. I skriften Under krigets fostran (1915) skildrade han sina erfarenheter. År 1920 gjorde Bengtsson en liknande färd till Polen, där den evangeliska kyrkan i Posen, genom freden i Versailles skild från Tyskland, hårt trängdes av romersk-katolsk propaganda och polsk nationalism. Bengtsons rapporter härifrån förmedlades genom  svenska avdelningen av Allmänkyrkliga världsförbundet till Storbritannien, Förenta staterna och Schweiz med flera länder. Bland hans övriga skrifter märks Bekännelsen och löftena i konfirmationen (1908), Försonlig fred (1918), Dop i helig ande och eld (1924) samt predikosamlingar. Bengtson blev ledamot av Nordstjärneorden 1924. Han är begravd på Västra kyrkogården i Göteborg.